# Rudolfov
Rudolfov (niem. Rudolfsthal) − miasto w Czechach, w kraju południowoczeskim.
Według danych z 31 grudnia 2003 powierzchnia miasta wynosiła 320 ha, a liczba jego mieszkańców 2 384 osób.

## Demografia
| Rok             | 1970  | 1980  | 1991  | 2001  | 2003  |
| --------------- | ----- | ----- | ----- | ----- | ----- |
| Liczba ludności | 1 877 | 2 142 | 2 303 | 2 390 | 2 384 |

Źródło: Czeski Urząd Statystyczny